# Hans-Peter Kirchberg
Pour les articles homonymes, voir Kirchberg.
Hans-Peter Kirchberg (né le 6 mars 1956 à Leipzig) est un chef d'orchestre et pianiste allemand.

## Biographie
Fils d'un avocat, il fréquente l'école Saint-Thomas de Leipzig puis étudie la musique à Dresde auprès de Rudolf Neuhaus et Peter Gülke ; Il suit également des cours auprès d'Eugen Jochum, Rudolf Kempe et Kurt Masur, ainsi que des master classes auprès d'Igor Markevitch, Kurt Masur, Heinz Rögner et Wolf-Dieter Hauschild. Il est assistant de Leonard Bernstein, Christoph Eschenbach, Mstislav Rostropovitch.
En raison de ses origines familiales et de ses attitudes politiques, il lui est interdit de se rendre à des compétitions, stages et festivals internationaux en RDA pendant plus de dix ans jusqu'en 1988.
Après la réunification, il a beaucoup d'engagements dans divers opéras allemands à Chemnitz, Zwickau, Bautzen, Halle, Schwerin et Wuppertal. Il organise des concerts (également en tant qu'accompagnateur de chant et instrumental) et fait des tournées notamment avec Helmuth Rilling et Mstislav Rostropovitch. Il travaille en tant qu'indépendant avec le Berliner Kammeroper, le Theater 89 à Berlin, le Neuen Berliner Kammerorchester, le Neuköllner Oper, l'Orchestre symphonique des jeunes de Brandebourg et l'Académie du château de Rheinsberg (direction de la première mondiale de l'opéra Rheinsberger Masquerade de Thomas Bürkholz à l'ouverture du théâtre du château en 2000).
Kirchberg enseigne au département de chant/théâtre musical de l'Académie de musique Hanns Eisler à Berlin depuis 1994 et est également conférencier dans le cours de musique/spectacle à l'université des arts de Berlin. En 2018, il travaille pour la première fois en tant que conférencier invité (études de pièces et conception de chansons) à la Sächsische Sängerakademie de Torgau.
Depuis 2002, il est le directeur musical du Neuköllner Oper, dont il façonne le profil musical à travers de nombreux arrangements et premières mondiales.

## Direction (sélection)
- 1996 : Messeschlager Gisela
- 1997 : Die Legende vom Krabat
- 1998 : The Boys of Syracuse
- 1998 : Das Wunder von Neukölln
- 2000 : Baby Talk
- 2001 : Cinderella passt was nicht
- 2002 : Assassins – Attentäter
- 2003 : Elternabend
- 2004 : Der Elefantenmensch
- 2004 : Friendly Fire[2]
- 2005 : Macbeth
- 2006 : Held Müller
- 2007 : Kauf dir ein Kind
- 2007 : Weintraubs Jazz Odyssee
- 2008 :  Türkisch für Liebhaber
- 2009 : Leben ohne Chris
- 2009 : Fanny und Schraube
- 2009 : Der Fall Rigoletto – Ein Vatikan-Krimi
- 2010 : Tango Türk
- 2010 : Mein Avatar und ich
- 2011 : Frau Zucker will die Weltherrschaft
- 2012 : Yasou Aida (d'après Aïda de Verdi)
- 2012 : Berlinerleben
- 2013 : Stimmen im Kopf
- 2013 : AiRossini (d'après Il viaggio a Reims de Verdi)
- 2014 : Schwestern im Geiste
- 2014 : Bazaar Cassandra
- 2015 : Die Akte Carmen (d'après Carmen de Bizet)
- 2015 : Grimm
- 2016 : Iris Butterfly (d'après Iris de Mascagni)
- 2016 : Stella – Das blonde Gespenst vom Kurfürstendamm  (Preise der Deutschen Musical-Akademie in 6 Kategorien, u. a. "Bestes Musical")
- 2017 : Kopfkino – Das Filmmusical
- 2018 : Welcome to Hell – Das Musical zum Krawall-Gipfel in Hamburg
- 2019 : Drachenherz (d'après le Nibelungen-Sage)
- 2021 : Eine Stimme für Deutschland – Die musikalische Quittung

## Source de la traduction
- (de) Cet article est partiellement ou en totalité issu de l’article de Wikipédia en allemand intitulé « Hans-Peter Kirchberg » (voir la liste des auteurs).

1. ↑  (de) Romy Petrick, "War ich gut?" : Der Dresdner Nachkriegsregisseur Erich Geiger, Tectum Wissenschaftsverlag, 2016, 312 p. (ISBN 9783828864825, lire en ligne), p. 155
2. ↑  (en) Margaret Ross Griffel, Operas in German : A Dictionary, Rowman & Littlefield Publishers, 2018, 1050 p. (ISBN 9781442247970, lire en ligne), p. 170